# Caspar Badrutt

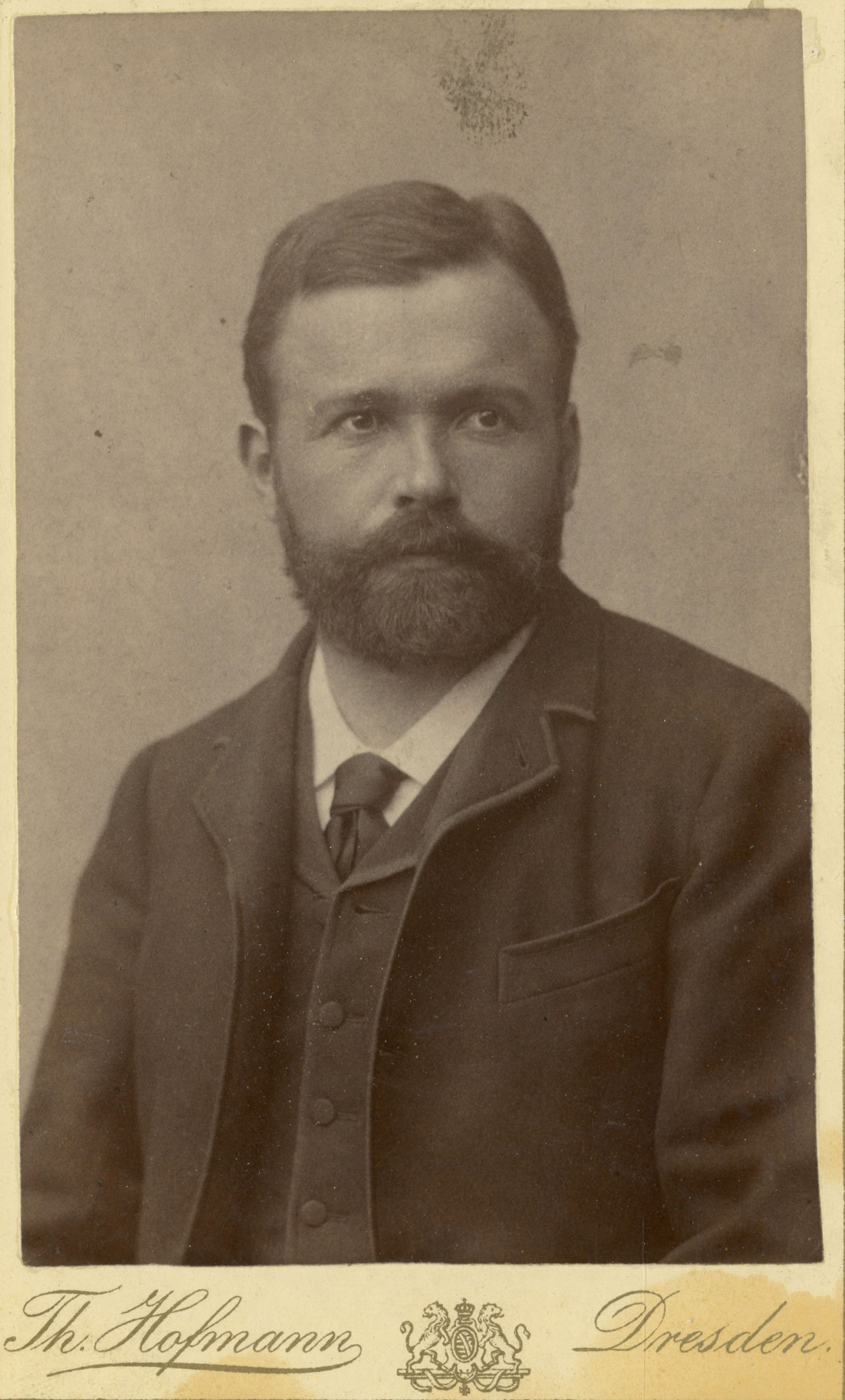
Caspar Badrutt um 1900

Caspar Badrutt, auch Caspar Badrutt-Cadisch (* 21. Juli 1848 in Samedan; † 28. Juni 1904 in St. Moritz; heimatberechtigt in Pagig), war ein Schweizer Unternehmer, Hotelier und Restaurateur. Badrutt gründete 1896 das Badrutt’s Palace in St. Moritz. Er war massgeblich am Aufbau von St. Moritz als Tourismusdestination beteiligt. Er war der zweitälteste Sohn von Johannes Badrutt.

## Leben
Badrutt wurde am 21. Juli 1848 in Samedan als Sohn des bekannten Hoteliers und Tourismuspioniers Johannes Badrutt und Maria Badrutt (geborene Berry) geboren. Sein jüngerer Bruder war Peter Robert Badrutt, ebenfalls Unternehmer und Grossrat des Kantons Graubünden von 1897 bis 1898. Die Familie zog in den 1860er Jahren nach St. Moritz, wo Badrutt auch die Schulen besuchte. Zudem genoss er Ausbildung in der Hotellerie in Trogen, Paris und in England, vorwiegend jedoch im väterlichen Betrieb, dem Hotel Engadiner Kulm. 1873 heiratete Badrutt die aus Celerina/Schlarigna stammende Ursulina Cadisch, eine Tochter eines Landwirts. Dem Paar wurden vier Kinder geschenkt; Caspar, Jr. (1875–1941), Johann Eduard Leon Hans, genannt Hans (1876–1953), Victorina (1878–1912) und Martina (1881–1925). Die Linie von Hans Badrutt übernahm später das Badrutt’s Palace, dessen Sohn und Enkel von Caspar, Hansjürg Badrutt, respektive dessen Witwe Aniko Badrutt, ist die letzte Eigentümerin aus der Familie Badrutt.
In den 1880er Jahren erwarb Badrutt das ehemalige Hotel Bernet sowie das Runggersche Beau Rivage. Allerdings genügten diese Betriebe nicht seiner Tatkraft, so liess er das Badrutt’s Palace errichten, das zu den Pionierhotels der Luxushotellerie werden sollte. Bis zu seinem Tod blieb er als Verwaltungsratspräsident des Engadiner Kulm sowie Badrutt & Cie bestehen. Badrutt starb im Alter von 55 Jahren am 28. Juni 1904 an den Folgen eines Schlaganfalls.